# Stefan Reuter
Stefan Reuter est un footballeur allemand né le 16 octobre 1966 à Dinkelsbühl. Il évoluait au poste de défenseur et de milieu latéral droit.
Ce joueur puissant et rapide, très régulier dans ses performances, a fait partie avec des joueurs comme Andreas Möller, Jürgen Klinsmann ou Thomas Hässler, de la génération de footballeurs allemands qui ont remporté la Coupe du monde 1990 et l'Euro 1996.

## Carrière
Ce milieu et défenseur commence sa carrière avec le TSV 1860 Dinkelsbühl en 1982 puis il signe au FC Nuremberg en 1985 dans le championnat d'Allemagne. Il joue 100 matchs sous les couleurs du club bavarois et inscrit 10 buts.
En 1988, il est transféré au Bayern Munich pour lequel il jouera 95 matchs et inscrira 4 buts. En 1989 et 1990 il remporte le championnat d'Allemagne avec le Bayern Munich.
En 1991, il va jouer une saison en Série A italienne sous les couleurs de la Juventus Turin. Il y dispute 28 matchs et finit deuxième du championnat. À la fin de la saison, il retourne en Allemagne et signe au Borussia Dortmund. Il restera fidèle à ce club jusqu'à la fin de sa carrière. Il y jouera 307 matchs et inscrira 11 buts en Bundesliga.
Avec d'autres compatriotes, transfuges de la Juventus comme lui et coéquipiers en sélection nationale (Andreas Möller, Jürgen Kohler), il remporte 2 championnats d'Allemagne en 1995 et 1996. Le Borussia Dortmund qui est à l'époque, le meilleur club allemand, remporte même la Ligue des champions en 1997 (face à la Juventus Turin) et la Coupe intercontinentale. Le club comptait en son sein de nombreux internationaux allemands déjà vainqueurs l'année précédentes de l'Euro 1996.
Sélectionné depuis 1987 en équipe d'Allemagne, Reuter va disputer de nombreuses compétitions internationales. Il remportera la Coupe du monde 1990 et l'Euro 1996. Il disputera sa dernière compétition internationale avec la Mannschaft lors de la Coupe du monde 1998. En 11 ans de carrière internationale, il compte 69 sélections et 2 buts. 
En 2002, Reuter gagne son troisième titre de champion d'Allemagne avec le Borussia Dortmund (le cinquième de sa carrière). En fin de carrière, à plus de 35 ans, il est toujours un titulaire indiscutable dans son équipe. Il arrête définitivement sa carrière à la fin de la saison 2003 - 2004, à 37 ans. D'une régularité exemplaire dans ses performances, il avait lors de cette dernière saison, disputé 31 matchs de Bundesliga. 
Reuter était connu pour sa vitesse sur le terrain (il courait le 100 m en moins de 11 secondes). Cette qualité donna naissance à son surnom : "Turbo".
Après sa carrière de joueur il reste fidèle au Borussia Dortmund où il s'occupe du sponsoring. En janvier 2006 il est manager général du TSV Munich 1860. En février 2009, avec l'arrivée de Miroslav Stević comme directeur sportif, il refuse de se voir retirer des compétences et sera licencié avant la fin de son contrat qui devait se terminer en juin 2009.
Le 27 décembre 2012, il devient manager au FC Augsbourg, pendant sa période d'activité le club participe la première fois à la qualification de la Ligue Europa.
Son contrat au FC Augsbourg se termine en juin 2023.

## Palmarès

### En club

#### Bayern Munich
- Champion d'Allemagne en 1989 et 1990
- Vainqueur de la Supercoupe d'Allemagne en 1990
- Vice-champion d'Allemagne en 1991

#### Borussia Dortmund
- Vainqueur de la Coupe intercontinentale en 1997
- Vainqueur de la Ligue des Champions en 1997
- Champion d'Allemagne en 1995, 1996 et 2002
- Vainqueur de la Supercoupe d'Allemagne en 1995 et 1996
- Finaliste de la Coupe de l'UEFA en 1993 et 2002

#### Juventus Turin
- Vice-champion d'Italie en 1992
- Finaliste de la Coupe d'Italie en 1992

### En sélection nationale
- 69 sélections et 2 buts entre 1987 et 1998
- Vainqueur de la Coupe du monde en 1990
- Champion d'Europe des Nations en 1996
- Champion d'Europe des moins de 16 ans en 1984

### Distinctions individuelles
- Membre de l'équipe-type de Bundesliga selon le magazine Kicker en 1991 et en 1995